# Ctenopelma erythrocephalae
Ctenopelma erythrocephalae är en stekelart som beskrevs av Barron 1981. Ctenopelma erythrocephalae ingår i släktet Ctenopelma och familjen brokparasitsteklar. Inga underarter finns listade i Catalogue of Life.